# 道格·克恩
道格·克恩（英語：Doug Kern，1963年7月10日—），美国男子帆船运动员。他曾代表美国参加1992年夏季奥林匹克运动会帆船比赛，联同吉姆·布雷迪和凯文·马哈尼获得一枚银牌。